# Heinz Kuhrig

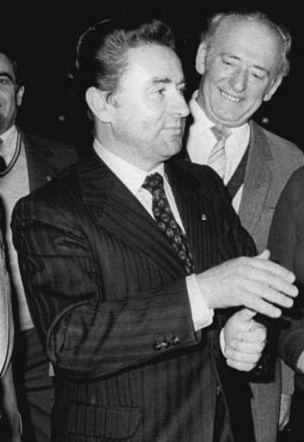
Heinz Kuhrig (1981)

Heinz Kuhrig (* 4. März 1929 in Strehla; † 13. September 2001 in Berlin) war ein deutscher Politiker und Minister für Land-, Forst- und Nahrungsgüterwirtschaft der DDR.

## Leben
Der Sohn einer Arbeiterfamilie absolvierte nach dem Besuch der Volksschule von 1943 bis 1945 eine Lehre als Betriebselektriker und arbeitete 1945 bis 1946 als Landmaschinenschlosser. Von 1946 bis 1947 besuchte er eine Vorstudienanstalt und studierte anschließend bis 1952 Landwirtschaft an der Karl-Marx-Universität Leipzig mit dem Abschluss als Diplom-Landwirt.
1946 trat Kuhrig der SED bei. Von 1952 bis 1961 war er Mitarbeiter der Abteilung Landwirtschaft des Zentralkomitees der SED, von 1961 bis 1963 Direktor des Institutes für Landtechnik der Deutschen Akademie der Landwirtschaftswissenschaften (heute Leibniz-Institut für Agrartechnik) in Potsdam-Bornim und von 1963 bis 1967 erster stellvertretender Landwirtschaftsminister und Mitglied des Landwirtschaftsrates und von 1964 bis 1968 Mitglied des Ministerrates der DDR. Nach einem Studium an der Parteihochschule der KPdSU in Moskau wurde er 1968 Staatssekretär und im September 1973 nach dem Unfalltod von Georg Ewald Minister für Land-, Forst- und Nahrungsgüterwirtschaft. Dieses Amt hatte er bis November 1982 inne. Seit 1974 war er Leiter der DDR-Delegation in der Ständigen Kommission des RGW für Landwirtschaft.
Kuhrig war von 1971 bis 1976 Mitglied der Zentralen Revisionskommission der SED und von 1976 bis 1989 Mitglied des Zentralkomitees der SED sowie Abgeordneter der Volkskammer. Seit Dezember 1982 war er Generalsekretär des Zentralvorstandes der Gesellschaft für Deutsch-Sowjetische Freundschaft (DSF) und von Mai 1983 bis 1990 auch Vizepräsident der DSF.
Kuhrig schied am 13. September 2001 freiwillig aus dem Leben.

## Auszeichnungen
- 1969: Vaterländischer Verdienstorden in Silber und 1979 in Gold
- 1974: Banner der Arbeit
- 1989: Ehrenspange zum Vaterländischen Verdienstorden in Gold